# کلاغ بیشه اتیوپی

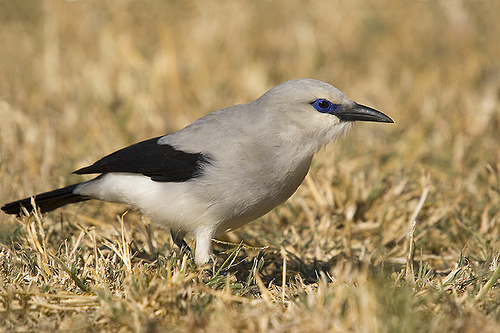
کلاغ بیشه استرزمن، پناهگاه حیات وحش، اتیوپی

کلاغ بیشه اتیوپی یا جیجاق بیشه (نام علمی: Zavatariornis stressemanni)، همچنین به عنوان کلاغ بیشه اشترزمن، زاغی حبشی، کلاغ بیشه اتیوپیایی یا با نام عمومی آن Zavattariornis نیز شناخته می‌شود، پرنده‌ای شبیه سار است که هم‌اکنون پنداشته می‌شود عضوی از خانوادهٔ کلاغان باشد. این جایگاه نامشخص است و اندکی بزرگتر از جیجاق آبی آمریکای شمالی است و رنگ کلی آن خاکستری مایل به آبی است که روی پیشانی تقریباً سفید می‌شود. گلو و سینه به رنگ سفید مایل به کرم با دم و بال‌های سیاه درخشان است. پرهای سیاه در نوک خود تمایل به سفید شدن تا قهوه‌ای شدن دارند. عنبیه پرنده قهوه‌ای است و در پیرامون چشم نواری از پوست آبی روشن برهنه دارد. نوک، پاها و انگشتان سیاه هستند.